# Caluromys derbianus
Caluromys derbianus är en pungdjursart som först beskrevs av George Robert Waterhouse 1841. Caluromys derbianus ingår i släktet ullpungråttor och familjen pungråttor. IUCN kategoriserar arten globalt som livskraftig.
Arten blir med svans 59 till 76 cm lång och väger 245 till 370 g. Den har 30 till 48 mm låga bakfötter och 35 till 40 mm långa öron. Pälsen är på ovansidan rödbrun till kanelfärgad med gråa fläckar på axlarna och på extremiteternas utsida. Undersidan är täckt av vitaktig päls och på främre halvan av svansen förekommer gråbrun päls. Svansens bakre del är däremot vit med några bruna punkter. Påfallande är artens avrundade öron som har en rosa eller violett färg. I det gråa ansiktet finns en mörk strimma över nosen mot hjässans centrum. Händer och fötter har långa fingrar respektive tår för att gripa grenar och kvistar.
Pungdjuret förekommer från sydöstra Mexiko över Centralamerika till västra Colombia och västra Ecuador. Arten vistas i låglandet och i upp till 2 600 meter höga bergstrakter. Habitatet utgörs av regnskogar och andra skogar samt av människans trädgårdar och trädplanteringar.
Individerna är aktiva på natten och de lever vanligen ensam. Caluromys derbianus klättrar främst i växtligheten. Den har frukter, blommor, nektar samt insekter och andra ryggradslösa djur som föda. En individ levde 5 år och 3 månader i en djurpark.
Fortplantningstiden sträcker sig från den torra perioden till början av regntiden. Honor föder 1 till 6 ungar per kull, vanligen 3. Ungarna blir könsmogna efter 7 till 9 månader.

## Underarter
Arten delas in i följande underarter:
- C. d. aztecus
- C. d. centralis
- C. d. derbianus
- C. d. fervidus
- C. d. nauticus
- C. d. pallidus